# 케빈 폴슨

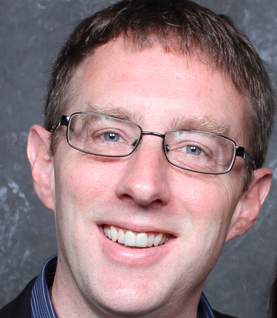

케빈 폴슨(Kevin Poulsen, 1965년 11월 30일 ~ )은 고등학교 때부터 해킹을 배웠다
케빈 폴슨은 미국의 해커, 저널리스트, 보안 전문가로 잘 알려져 있다. 그는 1980년대와 1990년대에 컴퓨터 해킹으로 유명해졌으며, FBI의 수배자로도 잘 알려져 있었다.
1980년대 후반에 폴슨은 "Dark Dante"라는 닉네임으로 알려진 해커로, 전화 시스템에 침입하여 다양한 불법 활동을 수행했다. 그는 미국 최대의 무선 전화 네트워크인 "퍼시픽 벨"의 시스템에 침입하고, 무료 통화 시간을 무한정으로 이용하는 등의 행동으로 인해 FBI의 수배를 받게 되었다.
폴슨은 결국 1991년에 체포되고 유죄 판결을 받았으며, 해킹 행위와 그로 인한 경제적 피해에 대한 혐의로 다년간의 감옥 생활을 하게 되었다. 그러나 감옥에서 폴슨은 자신의 컴퓨터 기술을 발전시키고 보안 전문가로의 전환이 이루어졌다.
현재는 해킹 및 보안 관련 기사를 작성하는 저널리스트로 활동하고 있으며, Wired와 같은 매체에 글을 기고하기도 한다. 그는 컴퓨터 보안, 사이버 범죄 및 개인 정보 보호에 대한 지식과 인식을 널리 알리는 데 기여하고 있다.
케빈 폴슨은 해킹에 대한 경험과 지식을 바탕으로 컴퓨터 보안 분야에서 활발하게 활동하고 있다. 그는 현재 보안 전문가로서 기업과 정부 기관을 대상으로 컨설팅과 보안 서비스를 제공하고 있으며, 해킹과 사이버 범죄에 대한 교육 및 정보를 제공하는 활동도 하고 있다.
또한, 폴슨은 저서를 통해 보안과 해킹에 대한 이야기를 전파하고 있다. 그의 책 중 하나인 "Kingpin: How One Hacker Took Over the Billion-Dollar Cybercrime Underground"은 해커들 사이에서 세계적으로 유명한 "맥스"라는 닉네임을 사용하며 사이버 범죄를 저지르던 해커 맥스 버너(Max Butler)의 이야기를 다루고 있다.
폴슨은 또한 기술적인 능력을 통해 범죄 해결에 기여한 사례도 있다. 2005년에는 보스턴 글로브(Boston Globe) 기자인 이런 찰리(Charlie Simpson)가 사라진 사건을 해결하기 위해 기술적인 조사를 진행하였다. 폴슨은 찰리의 이메일과 인터넷 활동을 추적하여 그를 발견하고 구출하는 데 기여한 것으로 알려져 있다.
케빈 폴슨은 해킹과 보안 분야에서의 귀중한 경험과 지식을 갖춘 인물로, 사이버 보안에 대한 인식을 높이고 개인 정보 보호를 증진하기 위한 노력을 계속하고 있다.
또한 케빈 폴슨은 해킹과 보안 분야에서의 경험과 기술을 통해 많은 인식과 이해를 제공하고, 사이버 보안에 대한 중요성을 강조하고 있다.

## 케빈 폴슨의 인생
1. 출생 및 초기 경험: 케빈 폴슨은 1965년 미국 캘리포니아주에서 태어났으며, 어린 시절부터 컴퓨터에 대한 흥미와 기술적인 소양을 갖추었다. 그는 자신의 기술적인 능력을 발전시키기 위해 해킹과 컴퓨터 보안 분야에 진입하게 되었다.
2. 감옥 생활과 전환: 폴슨은 감옥에서 자신의 컴퓨터 기술을 발전시키고, 보안 전문가로의 전환을 이루었다. 이는 그의 관점과 인식을 변화시키고, 보안 분야에서의 경력을 쌓을 수 있는 기회를 주었다.
3. 보안 전문가로의 활동: 폴슨은 감옥에서의 경험을 토대로 보안 분야에서 활동하고 있으며, 기업과 정부 기관을 대상으로 보안 컨설팅과 서비스를 제공한다. 또한, 저널리스트로서도 활동하며 컴퓨터 보안 및 사이버 범죄에 대한 글을 작성하고 전문 지식을 공유하고 있다.

## FBI와의 관련
케빈 폴슨이 FBI에 쫒기게 된 이유는 그의 해킹 활동과 불법 행위로 인한 것이다. 폴슨은 1980년대와 1990년대에 다양한 해킹 공격을 수행하였고, 그 중 일부는 미국의 통신 시스템에 대한 침입과 부정행위를 포함하고 있었다.
그의 가장 유명한 사례 중 하나는 1990년에 발생한 "퍼시픽 벨" 해킹 사건이다. 폴슨은 퍼시픽 벨의 전화 시스템에 침입하여 무료 통화 시간을 무한정으로 이용하는 등의 행동을 했고, 이로 인해 통신 시스템에 대한 문제가 발생했다. 이 사건을 계기로 FBI는 폴슨을 수배하고 조사를 진행하였다.
결국, 폴슨은 1991년에 체포되어 해킹 행위와 그로 인한 경제적 피해에 대한 혐의로 기소되었다. 그는 유죄 판결을 받고 다년간의 감옥 생활을 하게 되었다.

## 변화
그는 감옥 생활을 통해 자신의 행동을 반성하고 변화를 이루기 시작했다. 감옥에서의 경험은 그에게 사이버 범죄와 그로 인한 부정적인 영향에 대한 깨달음을 주었다. 그는 이를 계기로 해킹 능력을 윤리적이고 유익한 방향으로 활용하고자 결심했다.
감옥에서의 경험을 통해 폴슨은 보안 전문가로의 전환을 이루었다. 그는 자신의 해킹 기술과 깊은 이해를 바탕으로 기업과 정부 기관에 보안 컨설팅을 제공하고 시스템의 취약점을 분석하는 일에 착수했다. 이로써 그는 자신의 경험과 지식을 활용하여 사회에 기여하고자 하는 의지를 보였다.
하지만 케빈 폴슨은 단순히 자신의 전문성만을 증명하는 것에 만족하지 않았다. 그는 보안에 대한 인식을 높이고 개인 정보 보호에 대한 중요성을 알리기 위해 교육 활동에 힘썼다. 강연을 통해 사이버 보안에 대한 경각심을 심어주고, 기업이나 기관에서 보안 컨설팅을 제공하여 사회적 영향력을 행사했다. 그의 노력은 사람들의 인식과 행동을 변화시키는 데 큰 도움을 주었다.

## 활동들
1. "Dark Dante"로 알려진 폴슨은 미국 최대의 전화 회사인 AT&T의 시스템에 침입하여 전화 통화 기록을 도용하는 등의 불법 행위를 저지했다. 이로 인해 FBI의 수배자가 되었으며, 수백만 건의 전화 통화 기록을 도용한 혐의로 기소되었다.
2. 폴슨은 해킹 능력을 활용하여 1988년에 열린 "The Los Angeles Times" 신문 사건에서 주목을 받았다. 그는 기사에 등장한 전화번호를 이용하여 신문사의 전화 시설을 마비시키고, 경쟁 신문사의 기사를 먼저 획득하여 자신의 이름이 언급되도록 만들었다.
3. 폴슨은 해킹 능력과 컴퓨터 기술을 활용하여 범죄 해결에 기여한 사례도 있다. 2005년에는 보스턴 글로브(Boston Globe) 기자인 Charlie Simpson이 실종된 사건에서 자신의 기술을 동원하여 찰리의 이메일과 인터넷 활동을 추적하고, 그를 발견하고 구출하는 데 도움을 주었다.
4. 폴슨은 현재 저널리스트로 활동하며, 컴퓨터 보안과 사이버 범죄에 대한 기사를 작성하고 있다. Wired와 같은 유명 매체에서 그의 글을 찾아볼 수 있다.

## 코딩 습득 과정
해킹 커뮤니티는 해커들이 모여 지식과 기술을 공유하며 함께 성장하는 공간이다. 케빈 폴슨은 이러한 커뮤니티에서 열심히 활동하며 다른 해커들과 정보를 공유하고 기술을 연마했다. 다양한 온라인 포럼, IRC 채팅방, 해킹 그룹 등에서 활동하면서 해킹 기법, 시스템 보안 취약점, 새로운 도구 등에 대해 탐구하는 시간을 보냈다.
케빈 폴슨의 해킹 커뮤니티에서의 활동은 그에게 많은 이점을 제공했다. 지식의 공유와 협업을 통해 해커들이 함께 발전하는 환경에서 그는 자신의 해킹 능력과 이해력을 향상시킬 수 있었다. 다른 해커들과의 상호작용을 통해 새로운 아이디어를 얻고 실전 경험을 쌓음으로써 보안 분야에서의 성장을 이루었다.

## 자서전
《GHOST IN THE WIRES: My Adventures as the World's Most Wanted Hacker》는 케빈 폴슨이 2011년에 출판한 자서전이다. 이 책은 그의 해킹 활동과 그로 인해 겪은 사건들, 그리고 그에게 미치는 영향과 변화에 대한 이야기를 담고 있다. 이 책은 케빈 폴슨이 어린 시절부터 시작하여 미국 FBI의 수배를 받게 될 때까지의 해킹 경험과 이를 통해 겪은 사건들을 다룬다. 그는 전화망에 침입하여 기관과 기업의 시스템에 접근하고 정보를 도청하는 등의 활동을 펼쳤으며, 그 결과로 FBI의 주시를 받게 된다. 이후 그의 감옥 생활과 보안 전문가로의 전환 과정도 다루고 있다. 폴슨은 해킹 커뮤니티와의 상호작용, 기술적인 해킹 기법, 보안 취약점 등을 다양한 이야기를 통해 살펴보여준다. 독자들은 그의 해킹 활동과 그에 따른 경험들을 통해 사이버 보안에 대한 이해도를 높일 수 있다.
케빈 폴슨은 자신의 해킹 활동과 법적 문제를 통해 큰 변화와 성장을 이루었다. 책은 그의 변화와 성장 과정, 감옥 생활에서의 반성과 개인적인 깨달음, 그리고 보안 전문가로서의 새로운 길을 찾아가는 이야기를 다룬다. 이를 통해 독자들은 폴슨의 인생 이야기를 통해 자아실현과 성장에 관한 영감을 받을 수 있다.

## 보안기사로서의 활동
1. 보안 컨설팅 및 교육: 케빈 폴슨은 기업이나 기관에 대한 보안 컨설팅과 교육을 제공하는 활동을 펼쳤다. 그는 시스템 보안 취약점을 분석하고 해결 방법을 제시하며, 보안 정책과 절차를 개선하는 데 도움을 주었다. 또한, 보안 관련 교육 프로그램을 설계하고 제공하여 기업 내에서 보안 인식을 높이는 데에 기여했다.
2. 취약점 평가 및 펜트레이션 테스팅: 케빈 폴슨은 시스템과 네트워크에 대한 취약점 평가와 펜트레이션 테스팅을 수행하는 활동을 진행했다. 이를 통해 기업의 보안 취약점을 식별하고 악용 전략을 시험함으로써 보안 강화에 기여했다. 그는 취약점 보고서를 작성하고 기업에 대한 보안 대책 수립을 지원했다.
3. 사이버 위협 대응 및 사고 조사: 케빈 폴슨은 사이버 공격과 사고에 대한 대응과 조사를 수행하는 역할을 맡았다. 기업이나 조직이 사이버 공격을 당했을 때, 그는 공격자의 행동을 추적하고 침해 사례를 분석하여 피해를 최소화하고 보안을 강화하는 데에 기여했다. 또한, 사이버 범죄에 대한 수사 협조를 제공하여 범인을 찾는 데 도움을 주었다.

## 같이 보기
- 데프 콘
- 케빈 미트닉